# Philautus vermiculatus
Espèce
Synonymes
- Ixalus vermiculatus Boulenger, 1900
- Ixalus brevipes Boulenger, 1908

Statut de conservation UICN

 LC  : Préoccupation mineure
Philautus vermiculatus est une espèce d'amphibiens de la famille des Rhacophoridae.

## Répartition
Cette espèce se rencontre à une altitude comprise entre 500 et 1 600 m, :
- en Malaisie péninsulaire ;
- dans l'extrême Sud de la Thaïlande.

## Publication originale
- Boulenger, 1900 : Descriptions of new Batrachians and Reptiles from the Larut Hills, Perak. Annals and Magazine of Natural History, ser. 7, vol. 6, p. 186-193 (texte intégral).